# Cipori (mošav)
Cipori (hebrejsky ציפורי, anglicky Tzippori, v oficiálním seznamu sídel Zippori) je vesnice typu mošav v Izraeli, v Severním distriktu, v Oblastní radě Jizre'elské údolí.

## Geografie
Leží v nadmořské výšce 232 metrů v Dolní Galileji, nedaleko od severozápadního okraje pohoří Harej Nacrat (Nazaretské hory), které v tomto regionu přecházejí do pahorkatiny oddělující údolí Bejt Netofa a Jizre'elské údolí. Vesnice je středem rozsáhlého lesního komplexu Ja'ar Cipori, který začíná na západním okraji obce a sahá až k údolí toku vádí Nachal Jiftach'el. Pokrývá zvlněnou krajinu s pahorky Har Chija a Micpe Rejš Lakiš. Další úsek tohoto lesa je územně oddělen a leží východně od mošavu, na svazích vrchů Har Jad'aja a Har Hoš'aja.
Mošav se nachází cca 5 kilometrů severozápadně od Nazaretu, cca 88 kilometrů severovýchodně od centra Tel Avivu a cca 28 kilometrů východně od Haify. Cipori obývají Židé, přičemž osídlení v tomto regionu je převážně arabské. Rozkládají se tu četná sídla obývaná izraelskými Araby, včetně aglomerace Nazaretu na východní straně nebo města Ilut na jižní straně. Mezi nimi jsou ale rozptýleny menší židovské vesnice, které zde vytvářejí územně souvislý blok (obsahuje dále vesnice ha-Solelim, Šimšit, Alon ha-Galil, Chanaton, Givat Ela a Hoša'aja)
Cipori je na dopravní síť napojen pomocí místní komunikace číslo 7926, která ústí do dálnice číslo 79.

## Dějiny
Cipori byl založen v roce 1949. Na místě nynějšího mošavu existovalo ve starověku židovské město Cipori neboli Seforis, jehož pozůstatky se nacházejí nedaleko současné vesnice a jsou turisticky využívané.
Ve středověku bylo město osídleno Araby a pod názvem Safurija (Saffuriyya) tu existovalo až do roku 1948. Safurija měla roku 1931 3147 obyvatel a 747 domů. Stály tu dvě základní školy – chlapecká a dívčí. Chlapecká škola tu byla zřízena roku 1900 tehdejšími tureckými úřady. Roku 1923 za britského mandátu získalo město samosprávu. Během války za nezávislost se izraelským silám v červenci 1948 v rámci Operace Dekel podařilo dobýt rozsáhlé oblasti západní Galileji včetně města Safurija. Obyvatelstvo uprchlo a většina původní zástavby arabského města byla zbořena.
Po válce, v roce 1949, byla na pozemcích opuštěného arabského města založena židovská vesnice Cipori. Zakladateli byli židovští přistěhovalci z Bulharska a Turecka. V 50. letech 20. století je pak posílili Židé z Rumunska. Při zakládání vesnice asistovala Židovská agentura.
Menší část obyvatel (70 rodin) se zabývá zemědělstvím. Někteří obyvatelé mošavu dojíždějí za prací mimo obec. Zdrojem příjmů je i turistický ruch. V Cipori funguje zařízení předškolní péče o děti. Základní škola je v obci Giv'at Ela. K dispozici je tu synagoga, obchod, společenský klub, knihovna a sportovní areály. Vesnice prochází od roku 2000 stavební expanzí. Plánuje se 126 nových bytových jednotek.

## Demografie
Obyvatelstvo v mošavu Cipori je sekulární. Podle údajů z roku 2014 tvořili naprostou většinu obyvatel v Cipori Židé – cca 800 osob (včetně statistické kategorie "ostatní", která zahrnuje nearabské obyvatele židovského původu ale bez formální příslušnosti k židovskému náboženství, cca 800 osob).
Jde o menší sídlo vesnického typu s dlouhodobě výrazně rostoucí populací. K 31. prosinci 2014 zde žilo 944 lidí. Během roku 2014 populace stoupla o 14,1 %.
| Rok            | 1961 | 1972 | 1983 | 1995 | 2001 | 2003 | 2004 | 2005 | 2006 | 2007 | 2008 | 2009 | 2010 | 2011 | 2012 | 2013 | 2014 |
| -------------- | ---- | ---- | ---- | ---- | ---- | ---- | ---- | ---- | ---- | ---- | ---- | ---- | ---- | ---- | ---- | ---- | ---- |
| Počet obyvatel | 241  | 183  | 253  | 403  | 451  | 481  | 498  | 549  | 616  | 684  | 718  | 722  | 729  | 781  | 798  | 827  | 944  |